# ホットコーヒー (ミシシッピ州)
ホットコーヒー（英語: Hot Coffee）は、アメリカ合衆国ミシシッピ州コビントン郡の非法人地域。ミシシッピ州道37号線とミシシッピ州道532号線の交差点に位置する。コーヒーを名を冠した、珍しい地名で知られる。人口は約500人。
近くのコリンズの郵便番号が使われることがある。

## 概要
コミュニティはジャクソンズ軍用道路とワゴンロード（ナチェズとフォート・セントスティーブンズを結ぶ）の交差点にあることから、旅行者向けの宿が開業した。1870年、L・J・デイビスはコーヒーショップを開店した。店のドアにはコーヒーポットが掛けられ、「最高のホットコーヒー」と宣伝された。コーヒーは湧き水とニューオーリンズ産のコーヒー豆でつくられ、甘味料として糖蜜が入っていた。クリームは味が損なわれるとして一緒に出されることは無かった。地元の政治家は有権者や通りすがりの旅行者にデイビスのコーヒーを振舞った。デイビスが店を閉めた後も名前は残っており、町内のマクドナルドには歴史を説明するパンフレットが配布されている。
女優のステラ・スティーヴンスは4歳の頃ホットコーヒーに引っ越した経歴があるため、ホットコーヒー出身者に挙げられることがある（出生地はヤズーシティ）。
ホットコーヒーの西にはOld German Baptist Brethrenのコミュニティがあり、パイと家庭料理で有名な「マーサズ・キッチン」があった。
2005年、ナショナル ジオグラフィックはホットコーヒーを次のように説明した。
農場、住宅、企業が2車線のハイウェイ532号線沿いに点在する小さなコミュニティ。地元でホットコーヒーロードとして知られる12マイルの区間は、マウントオリーブの町から開拓時代に遡る交差点まで続いている。